# 6629 Kurtz
6629 Kurtz este un asteroid din centura principală de asteroizi.

## Descriere
6629 Kurtz este un asteroid din centura principală de asteroizi. A fost descoperit pe 17 octombrie 1982 la Stația Anderson Mesa de Edward L. G. Bowell. El prezintă o orbită caracterizată de o semiaxă mare de 2,18 ua, o excentricitate de 0,14 și o înclinație de 2,1° în raport cu ecliptica.